# Manuel Haas
Manuel Haas (Salisburgo, 7 maggio 1996) è un calciatore austriaco, difensore dell'Oberalm.

## Caratteristiche tecniche
È un terzino sinistro.

## Carriera

### Club
È cresciuto nel settore giovanile del Salisburgo.
Ha esordito fra i professionisti il 18 luglio 2014 disputando l'incontro di Erste Liga vinto 3-0 contro l'Hartberg.

### Nazionale
Ha giocato nelle nazionali giovanili austriache Under-17 ed Under-19.

## Statistiche
Statistiche aggiornate al 7 agosto 2019.

### Presenze e reti nei club
| Stagione            | Squadra             | Campionato          | Campionato | Campionato | Coppe nazionali | Coppe nazionali | Coppe nazionali | Coppe continentali | Coppe continentali | Coppe continentali | Altre coppe | Altre coppe | Altre coppe | Totale | Totale | Totale |
| Stagione            | Squadra             | Comp                | Pres       | Reti       | Comp            | Pres            | Reti            | Comp               | Pres               | Reti               | Comp        | Pres        | Reti        | Pres   | Reti   |        |
| ------------------- | ------------------- | ------------------- | ---------- | ---------- | --------------- | --------------- | --------------- | ------------------ | ------------------ | ------------------ | ----------- | ----------- | ----------- | ------ | ------ | ------ |
| 2014-2015           | Liefering           | 1L                  | 19         | 0          | CA              | 0               | 0               |                    | -                  | -                  |             | -           | -           | 19     | 0      |        |
| 2015-2016           | Kapfenberger        | 1L                  | 32         | 0          | CA              | 1               | 0               |                    | -                  | -                  |             | -           | -           | 33     | 0      |        |
| 2016-2017           | Kapfenberger        | 1L                  | 33         | 0          | CA              | 4               | 0               |                    | -                  | -                  |             | -           | -           | 37     | 0      |        |
| 2017-2018           | Kapfenberger        | 1L                  | 32         | 6          | CA              | 1               | 0               |                    | -                  | -                  |             | -           | -           | 33     | 6      |        |
| Totale Kapfenberger | Totale Kapfenberger | Totale Kapfenberger | 97         | 6          |                 | 6               | 0               |                    | -                  | -                  |             | -           | -           | 103    | 6      |        |
| 2018-2019           | St. Pölten          | BL                  | 23         | 0          | CA              | 2               | 0               |                    | -                  | -                  |             | -           | -           | 25     | 0      |        |
| 2019-2020           | St. Pölten          | BL                  | 1          | 0          | CA              | 0               | 0               |                    | -                  | -                  |             | -           | -           | 1      | 0      |        |
| Totale carriera     | Totale carriera     | Totale carriera     | 140        | 6          |                 | 8               | 0               |                    | -                  | -                  |             | -           | -           | 148    | 6      |        |